# Anna Smasznowa
Anna Smasznowa (ur. 16 lipca 1976 w Mińsku) – izraelska tenisistka, zwyciężczyni 12 turniejów zawodowych, reprezentantka Izraela w Pucharze Federacji.

## Kariera tenisowa
Była czołową juniorką w ZSRR; w 1990 przeniosła się wraz z rodzicami do Izraela. W styczniu 1991 rozpoczęła karierę zawodową. W 1994 po raz pierwszy znalazła się w czołowej pięćdziesiątce rankingu światowego, m.in. dzięki pokonaniu na turnieju French Open Czeszki Novotnej (wówczas nr 5 na świecie). Od tego czasu jest regularnie klasyfikowana w pierwszej setce rankingu (z przerwą w 1997); odnosiła zwycięstwa m.in. nad Lori McNeil, Amy Frazier, Natallą Zwierawą, w 1995 i 1998 docierała do IV rundy (1/8 finału) French Open. W 1998 po raz pierwszy dotarła do półfinału turnieju rangi WTA Tour (w Sopocie), a rok później wygrała swój pierwszy turniej – w Taszkencie.
Przełomowym sezonem w jej karierze był rok 2002. Rozpoczęła go dwoma wygranymi turniejami z rzędu (Auckland i Canberra), potem wygrała jeszcze w Wiedniu i Szanghaju (w finale z Kurnikową). Osiągnęła półfinał w Berlinie i ćwierćfinał w Indian Wells, pokonała m.in. Belgijki Kim Clijsters i Justine Henin-Hardenne. W czerwcu 2002 awansowała do czołowej dwudziestki rankingu i miejsce to zachowała do końca sezonu, dzięki czemu po raz pierwszy (i jak dotąd jedyny) wystąpiła w turnieju Masters (odpadła w I rundzie z Sereną Williams). Dobre rezultaty osiągała również w kolejnym roku; w lutym 2003 zajmowała najwyższe miejsce w rankingu w karierze (nr 15), wygrała turnieje na kortach ziemnych w Sopocie i Helsinkach, była w półfinale w Auckland i Moskwie oraz w czterech ćwierćfinałach. Wygrywała m.in. ze znanymi Rosjankami Zwonariową (na turnieju w New Haven wygrała mecz 0:6, 7:6, 6:2 ze stanu 0:6, 1:5; Zwonariewa wzięła jesienią 2003 rewanż w Linzu, wygrywając ze stanu 1:5 w trzecim secie), Myskiną, Pietrową i Kuzniecową. Sezon 2003 zakończyła na miejscu 16. na świecie, tym razem jednak nie wystarczyło to do udziału w Masters, ponieważ liczbę uczestniczek turnieju zredukowano do ośmiu.
Kolejny rok w karierze był mniej udany, Smasznowa spadła w rankingu o kilkanaście miejsc. Wygrała turniej w Wiedniu (pokonując w finale Australijkę Molik), w Filderstadt pokonała wysoko notowaną Japonkę Sugiyamę, ale często odpadała we wcześniejszych rundach, m.in. w Sopocie przegrała w 1/8 finału z Martą Domachowską. Pierwszej rundy nie przeszła również na igrzyskach olimpijskich w Atenach, przegrywając z Włoszką Garbin. W lipcu 2005 wygrała swój dziesiąty turniej rangi WTA Tour, w Modenie; jej finałowa przeciwniczka (Garbin) została zmuszona do zejścia z kortu z powodu kontuzji przy stanie 6:6 w pierwszym secie. Trzy tygodnie później Smasznowa świętowała jedenaste turniejowe zwycięstwo, w Budapeszcie.
Anna Smasznowa nie dysponuje szczególnymi warunkami fizycznymi; przy wzroście 1,57 m skuteczność gry zapewnia sobie precyzją minięć, pracą nóg, walecznością. Anna Kurnikowa po porażce w finale w Szanghaju w 2002 nazwała Smasznową „ścianą”. Należy dodać, że w odróżnieniu od Hiszpanki Sánchez Vicario, którą Smasznowa wskazuje jako swój wzór do naśladowania, reprezentantka Izraela gra bekhend jedną ręką. Jest zawodniczką praworęczną.
Reprezentowała Izrael w rozgrywkach Pucharu Federacji w latach 1992-1993 i ponownie od 2001; startowała również w mikstowym Pucharze Hopmana. W 2002 wyszła za mąż za Włocha Claudio Pistolesiego, swojego trenera i dawnego tenisistę. W 2004 rozwiedli się. Odbyła służbę wojskową w armii izraelskiej w 1997. Jest jedną z najskuteczniejszych zawodniczek pod względem meczów finałowych; do sierpnia 2006 grała w dwunastu finałach turniejów WTA Tour, wygrywając wszystkie.
W marcu 2007 roku oznajmiła, że po turnieju wimbledońskim chce zakończyć karierę sportową.

## Wygrane turnieje

### gra pojedyncza (12)
| Lp  | Rok  | Turniej      | Finalistka             | Wynik         |
| 1.  | 1999 | Taszkent     | Laurence Courtois      | 6:3, 6:3      |
| 2.  | 2000 | Knokke-Heist | Dominique Van Roost    | 6:2, 7:5      |
| 3.  | 2002 | Auckland     | Tatjana Panowa         | 6:2, 6:2      |
| 4.  | 2002 | Canberra     | Tamarine Tanasugarn    | 7:5, 7:6(2)   |
| 5.  | 2002 | Wiedeń       | Iroda Tulyaganova      | 6:4, 6:1      |
| 6.  | 2002 | Szanghaj     | Anna Kurnikowa         | 6:2, 6:3      |
| 7.  | 2003 | Sopot        | Klára Koukalová        | 6:2, 6:0      |
| 8.  | 2003 | Helsinki     | Jelena Kostanić        | 4:6, 6:4, 6:0 |
| 9.  | 2004 | Wiedeń       | Alicia Molik           | 6:2, 3:6, 6:2 |
| 10. | 2005 | Modena       | Tathiana Garbin        | 6:6 krecz     |
| 11. | 2005 | Budapeszt    | Catalina Castaño       | 6:2, 6:2      |
| 12. | 2006 | Budapeszt    | Lourdes Domínguez Lino | 6:1, 6:3      |

## Finały juniorskich turniejów wielkoszlemowych

### Gra pojedyncza (1)
| Końcowy wynik | Rok  | Turniej     | Nawierzchnia | Przeciwniczka      | Wynik finału  |
| Zwyciężczyni  | 1991 | French Open | Ceglana      | Inés Gorrochategui | 2:6, 7:5, 6:1 |